# Trine Wiggen
 (juin 2024).
Trine Amalie Wiggen (née le 22 février 1968) est une actrice norvégienne de théâtre du Nationaltheatret.

## Biographie
Trine Wiggen a étudié à l'académie nationale du théâtre (Statens teaterhøgskole) de 1991 à 1994. Elle a travaillé pour différents théâtres : Den Nationale Scene, Oslo Nye Teater (no) en plus de son poste actuel au Nationaltheatret. 
Elle gagne en 2006, le prix Gablerprisen pour le meilleur premier rôle féminin dans la pièce de David Harrower : Blackbird. En 2010, elle gagne le prix Heddaprisen pour le meilleur premier rôle féminin dans la pièce Valerie Solanas skal bli president.

## Filmographie
Elle a également joué dans quelques films :  
- 2005 : Vinterkyss de Sara Johnsen : Gerd
- En folkefiende (2005),
- Varg Veum – Bitre blomster (2007),
- L'homme qui aimait Yngve (2008),
- Cold Prey 3 (2010),
- Jeg reiser alene (2011),
- Som du ser meg (2012) ;
- 2019 : Barn de Dag Johan Haugerud : Helene